# Araneotanna
Araneotanna is een geslacht van spinnen uit de familie springspinnen (Salticidae).

## Soorten
De volgende soorten zijn bij het geslacht ingedeeld:
- Araneotanna ornatipes (Berland, 1938)